# Stadtbahn van Keulen
De Stadtbahn van Keulen is een lightrailnetwerk dat de ruggengraat vormt van het openbaar vervoer in de Duitse stad Keulen. Het Stadtbahnnet wordt geëxploiteerd door stadsvervoerbedrijf KVB. Het netwerk bestaat uit (snel)tramlijnen die in het stadscentrum grotendeels in tunnels liggen en daarbuiten hoofdzakelijk gebruikmaken van vrije banen. Er zijn 38 ondergrondse stations. Lijn 7 is de enige lijn die niet van een tunnel gebruikmaakt.
De Stadtbahn is voortgekomen uit de tram van Keulen, die als paardentram de dienst in 1877 startte. De aanleg van elektrische lijnen kon pas na 1900 beginnen, toen het net eigendom werd van de gemeente Keulen. Een eerste stap van ombouw van tram naar Stadtbahn werd gezet door de opening van een tramtunnel in 1968. Vele tunneltrajecten volgden maar bij de bouw van de noord-zuid-lijn stortte in 2009 het Stadsarchief plus verschillende woningen in. Door deze ramp zal dat traject pas in 2026-27 openen.
De Stadtbahn van Keulen maakt gebruik van twee soorten materieel: op de oost-westlijnen 1, 7, 9 en lijn 12 en 15 rijden lagevloertrams, de overige lijnen 3, 4, 5, 13, 16, 17 en 18 worden geëxploiteerd met klassiek Stadtbahnmaterieel met hoge vloer. De perronhoogte is meestal aan het materieeltype aangepast, zodat er grotendeels een gelijkvloerse instap mogelijk is. Zowel het materieel met een hoge- als een lagevloer rijden op de meeste lijnen gekoppeld zodat er treinen van circa 60 m ontstaan.

## Netwerk

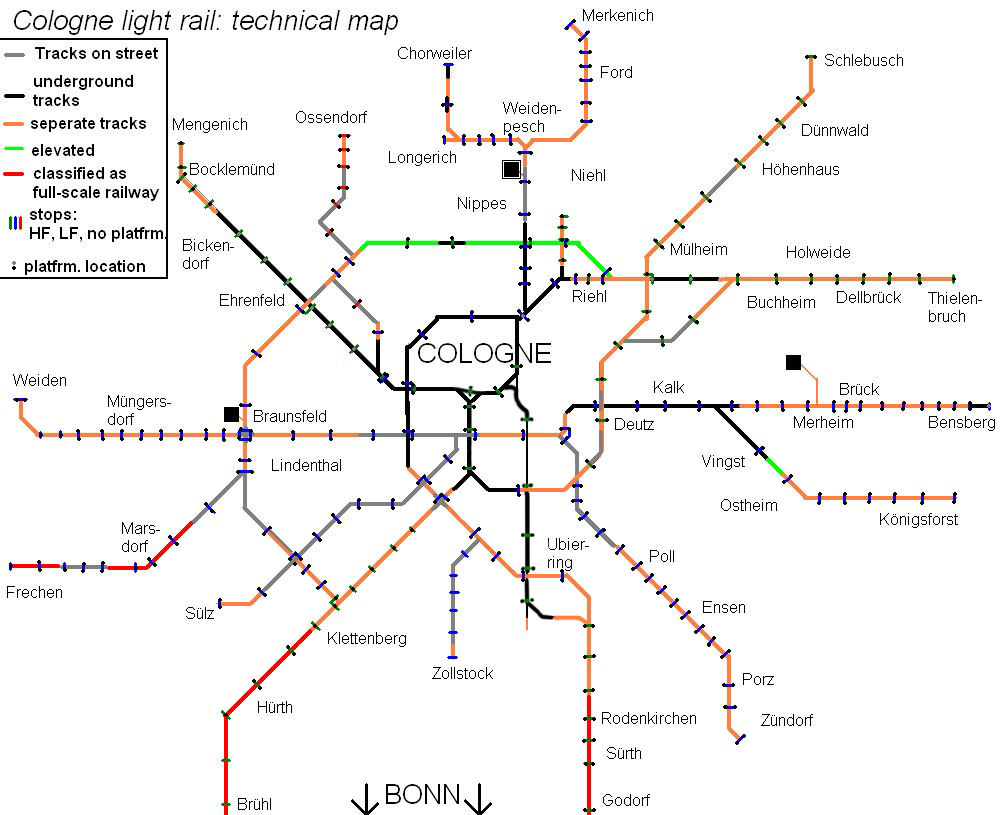
Het netwerk

In totaal beschikt de Keulse Stadtbahn over een netwerk met een lengte van 194,8 kilometer. Daarvan ligt 28 kilometer in tunnels en is vijf kilometer als verhoogde spoorlijn uitgevoerd. De aansluitingen, ook ondergronds, zijn op een paar uitzonderingen na gelijkvloers uitgevoerd. In verband met de beveiliging wordt blokbeveiliging toegepast op alle ondergrondse trajecten en op veel andere plaatsen. Bij niet U-bahn straatniveautrajecten zijn de tramsporen volledig gescheiden van het wegverkeer behalve bij wegkruisingen. Het aantal trajecten waar de tram in de straat rijdt zijn beperkt (zie kaart). Een aantal lijnen kennen enkele enkelsporige uitlopers.
Er zijn 12 lijnen maar op de meeste trajecten, zeker in de binnenstad, rijden meerdere tramlijnen. Daarnaast is de Stadtbahn via het spoornetwerk van de HGK verbonden met de Stadtbahn van Bonn. De twee verbindingen worden bediend door de interlokale lijnen: de westelijke tak via Brühl door lijn 18 en de oostelijke tak via Wesseling door lijn 16. Op de meeste lijnen rijden op de drukste uren onder het eigen lijnnummer één of meerdere tussendiensten een korttraject, zodat op het drukste traject een hogere frequentie wordt geboden dan op de uiteinde.

## Lijnen

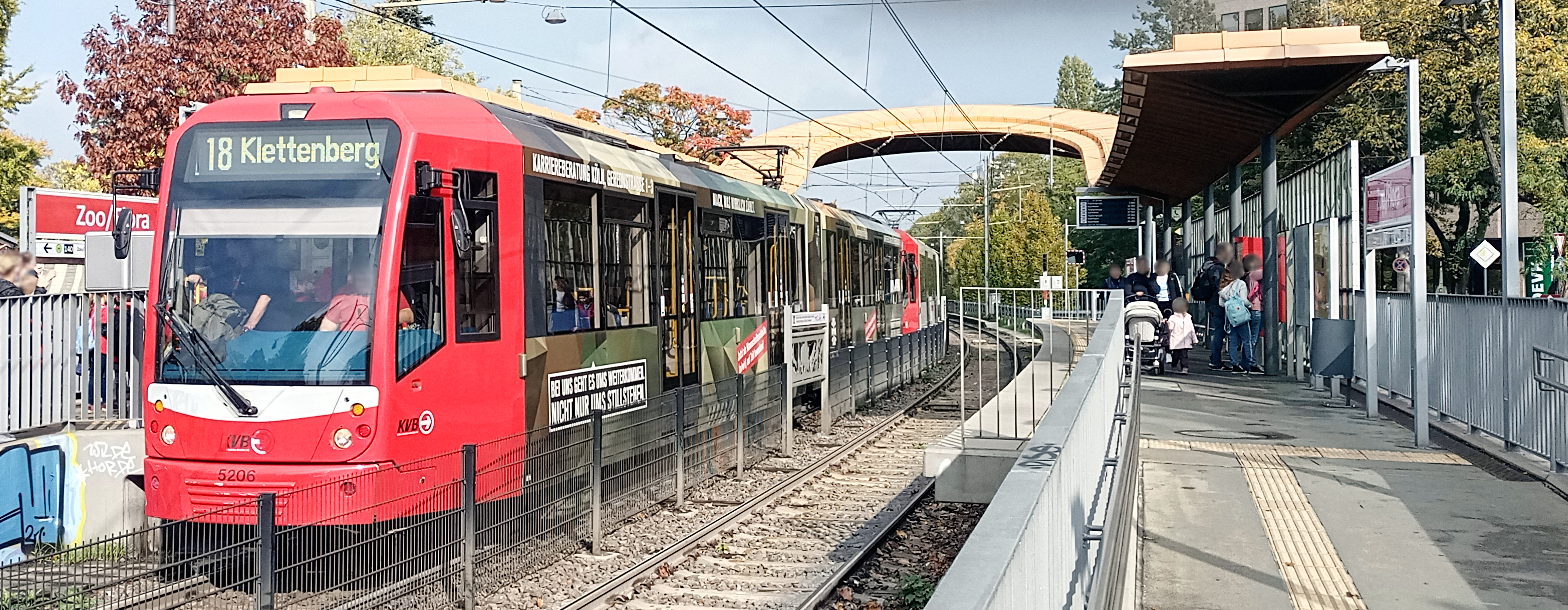
Lijn 18

De huidige nummering van de lijnen is historisch gegroeid. Daardoor is er geen duidelijke scheiding tussen lijnen met een lage vloer en hoge vloer herkenbaar. De kleuren komen overeen met die op de plattegrond van het netwerk.
De basisfrequentie van de stadslijnen is 10 minuten en van de buitenlijnen 20 minuten, aangevuld op de meeste lijnen met korttrajectdiensten, in de stille uren is de frequentie 15, 20 of 30 minuten. Behalve ringlijn 13 rijden op de meeste trajecten de lijnen ook 's nachts met in het weekend een frequentie van 30 minuten op de drukste trajecten.
|    | Route | Lengte                    | Gem. snelheid                 | Afstand tussen haltes  |
| -- | --- | ------------------------- | ----------------------------- | ---------------------- |
| 1  | Weiden - Junkersdorf - RheinEnergieStadion - Neumarkt − Bf Deutz - Kalk - Brück − Bensberg Junkersdorf-Brück in de spits elke 5 Minuten                                       | 26,5 km 19,9 km in Keulen | 28,9 km/h 27,1 km/h in Keulen | 736 m 710 m in Keulen  |
| 3  | Mengenich - Bocklemünd - Bf Ehrenfeld - Bf West - Friesenplatz - Neumarkt - Bf Deutz - Holweide - Thielenbruch Buiten de spits tot Holweide                                   | 21,5 km                   | 26,3 km/h                     | 717 m                  |
| 4  | Bocklemünd - Bickendorf - Bf Ehrenfeld - Bf West - Friesenplatz - Neumarkt - Bf Deutz - Schlebusch 's avonds vanaf Bickendorf                                                 | 21,7 km                   | 28,3 km/h                     | 775 m                  |
| 5  | Butzweilerhof - Ossendorf - Neuehrenfeld - Bf West - Friesenplatz - Dom/Hbf - Rathaus - Heumarkt                                                                              | 12,3 km                   | 23,5 km/h                     | 653 m                  |
| 7  | Frechen - Marsdorf - Braunsfeld - Neumarkt - Porz - Zündorf behalve in de spits Frechen-Braunsfeld elke 20 minuten (gedeeltelijk Frechen-Marsdorf)                            | 25,8 km 22,0 km in Keulen | 22,4 km/h 26,4 km/h in Keulen | 806 m 956 m in Keulen  |
| 9  | Sülz - Universität - Bf Süd - Neumarkt - Bf Deutz - Kalk - Vingst - Königsforst op schooldagen elke 5 minuten Universität-Bf Deutz                                            | 16,0 km                   | 25,9 km/h                     | 727 m                  |
| 12 | Merkenich - Niehl - Ringe − Friesenplatz - Zollstock na ochtendspits tot middag elke 20 minuten Merkenich-Niehl, na 20.00 uur elke 30 minuten                                 | 17,0 km                   | 22,7 km/h                     | 654 m                  |
| 13 | Sülzgürtel - Gürtel via Bf Ehrenfeld − Nippes - Bf Mülheim - Holweide | 16,2 km                   | 29,5 km/h                     | 736 m                  |
| 15 | Chorweiler - Longerich - Nippes - Ringe - Friesenplatz - Ubierring in de spits elke 5 minuten Longerich-Ubierring                                                             | 15,2 km                   | 24,0 km/h                     | 705 m                  |
| 16 | "Rheinuferbahn": Niehl - Dom/Hbf - Neumarkt - Ubierring - Sürth - Wesseling - Bonn Hbf - Bonn-Bad Godesberg vanaf Sürth elke 20 minuten (in de spits vanaf Wesseling)         | 45,6 km 19,9 km in Keulen | 33,4 km/h 29,1 km/h in Keulen | 950 m 905 m in Keulen  |
| 17 | "Rheinuferbahn": Severinstraße - Bonner Wall - Rodenkirchen (- Sürth) Tijdelijke versterkinglijn van lijn 16 in afwachting van de voltooiing van de Noord Zuid tunnel         | ?? km ?? km in Keulen     | ?? km/h ?? km/h in Keulen     | ?? m ?? m in Keulen    |
| 18 | "Vorgebirgsbahn": Thielenbruch - Bf Mülheim - Dom/Hbf - Neumarkt - Klettenberg - Brühl - Bornheim - Bonn Hbf Buchheim-Klettenberg elke 5 minuten, vanaf Brühl elke 20 minuten | 48,4 km 18,1 km in Keulen | 33,4 km/h 26,5 km/h in Keulen | 1008 m 724 m in Keulen |

## Geschiedenis
- 1877: begin met paardentram
- 1894: opening van de "Köln-Frechen-Benzelrather Eisenbahn" (KFBE) tussen Keulen en Frechen.
- 1898: de Köln-Bonner Eisenbahnen (KBE, tegenwoordig HGK) openen de Vorgebirgsbahn, 1901 de Querbahn (KBE) met de Rheinuferbahn (1906)
- 1900: begin elektrische tram, 1903 alle paardentramlijnen geëlektrificeerd.
- 1904: begin van de buitenlijnen, spoorachtige trajecten naar naburige plaatsen vooral op de rechter Rijnoever die door het hoofdspoor beperkt waren ontsloten. Op deze trajecten werd met andere (grotere) voertuigen gereden, maar binnen de stad maakten deze ook gebruik van de gewone trambanen. Sinds 1933 duidde de eerste letter van de buitenstedelijke bestemming de lijn aan: B: Bensberg – Neumarkt,                   L: Lövenich – Neumarkt, O: Opladen – Ringe – Chlodwigplatz, P: Porz-Zündorf – Neumarkt, S: Schlebusch – Neumarkt, F: Frechen – Rudolfplatz, G: Bergisch Gladbach – Neumarkt en K: Königsforst – Neumarkt.

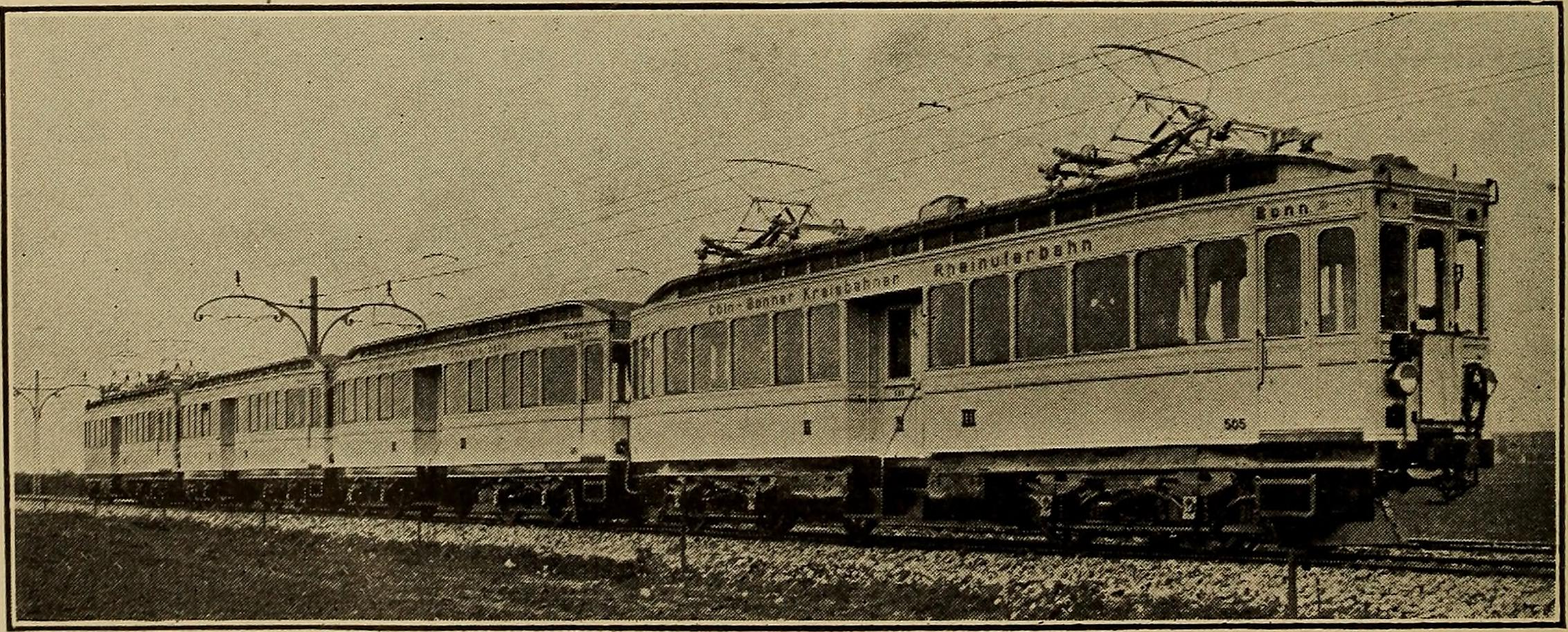
Tramstel uit 1906

- 1906: de Köln-Bonner Eisenbahnen (KBE, later HGK) openen de Rheinuferbahn, toen vanaf de Rijnoever achter de Dom van Keulen.
- 1912: plannen voor een eerste metro (nooit gebouwd wegens Eerste Wereldoorlog)
- 1933: Mülheimer Kleinbahnen gingen deel gingen uitmaken van de Keulse tram na de annexatie in 1912.
- 1939–1945: zware beschadigingen tijdens bombardementen in de Tweede Wereldoorlog. 1945 zijn nog 93 km van 184 km tramspoor (beperkt) te gebruiken.
- In 1952 werden er 18 stadslijnen (1, 2, 4, 5, 7, 8, 10, 12-16, 19-22 en 25) en 8 buitenlijnen (B, F, G, K, L, O, P en S) geëxploiteerd.
- 1956: grootschalige plannen voor herstel van het netwerk, o.a. ook plan voor een metro die buiten het centrum gewoon de trambanen en bestaande sporen zou gebruiken: "Stadtbahn" dus. De exploitatie van buitenlijn lijn L van Junkersdorf naar Lövenich werd in 1956 gestaakt. Het resterende traject maakt nu deel uit van lijn 1.

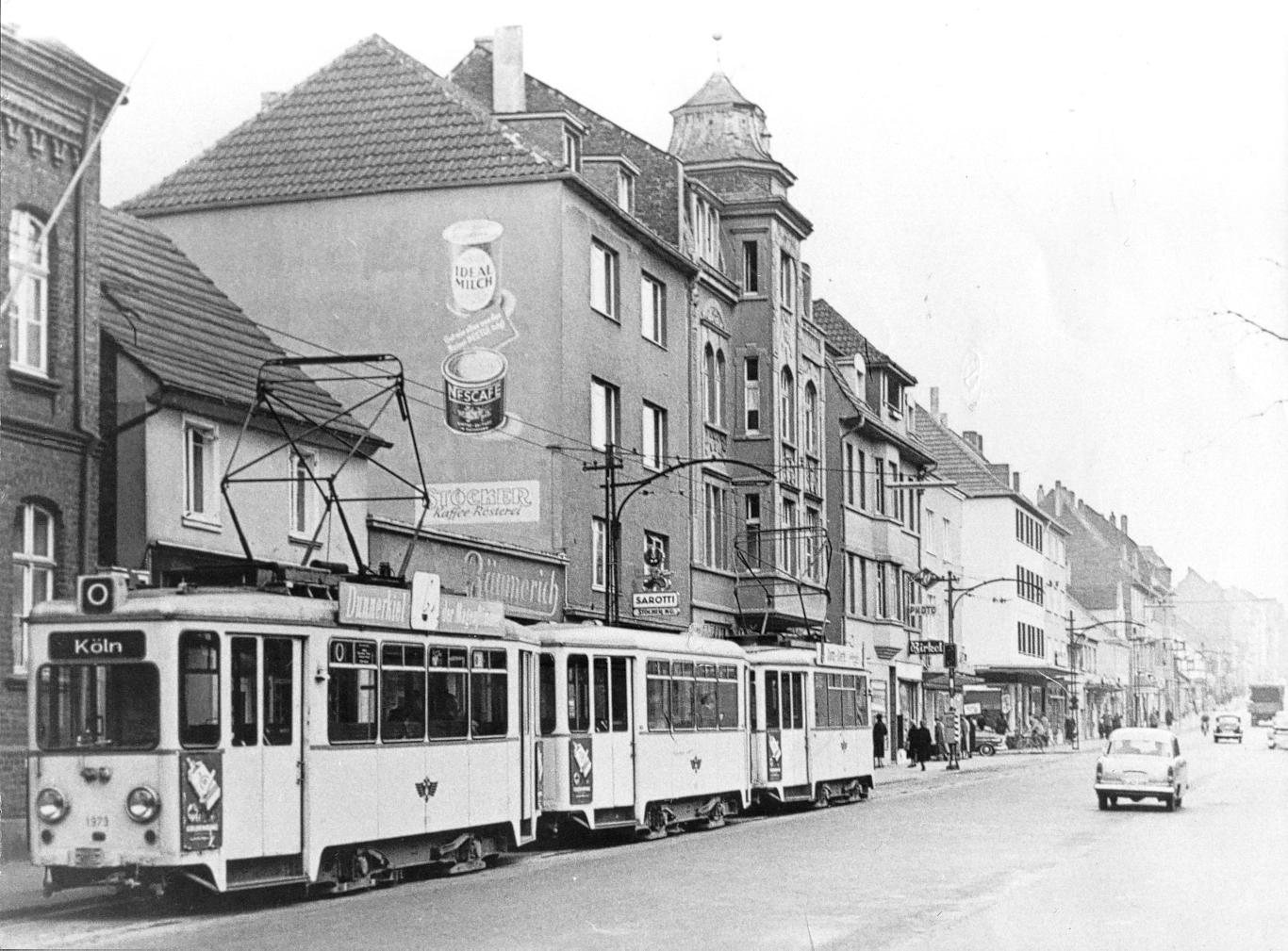
Tramstel van lijn O in Opladen in 1955

- 1957-1958: Lijn G naar Bergisch Gladbach werd buiten Keulen opgeheven omdat het baanvak dringend vernieuwd moest worden. De spoorlijn Keulen-Lindlar bood volgens de gemeente Bergisch Gladbach voldoende alternatief en wilde niet bijdragen in de kosten van vernieuwing. De lijn werd in 1957  ingekort tot Gronau en in 1958 tot Thielenbruch aan de rand van Keulen. Dit traject maakt nu deel uit van lijn 18 en 3. Het gedeelte van lijn S naar Schlebusch dat zich uitstrekt tot buiten de stadsgrenzen werd opgeheven op 1 mei 1958. Lijn O naar Mülheim, Leverkusen en Opladen werd opgeheven op 26 oktober 1958.
- 1963: begin aanleg van de eerste tunnel. Toen en ook in de erop volgende decennia werden bijna alle tunnels onder bestaande tramlijnen aangelegd. De tunnels hadden in Keulen dus altijd een vervangende functie in plaats van een aanvullende.
- 1967: De buitenlijnen B, P, K en S werden geïntegreerd in het stadsnet, onderdeel van de huidige lijnen 1, 7, 9 en 4.

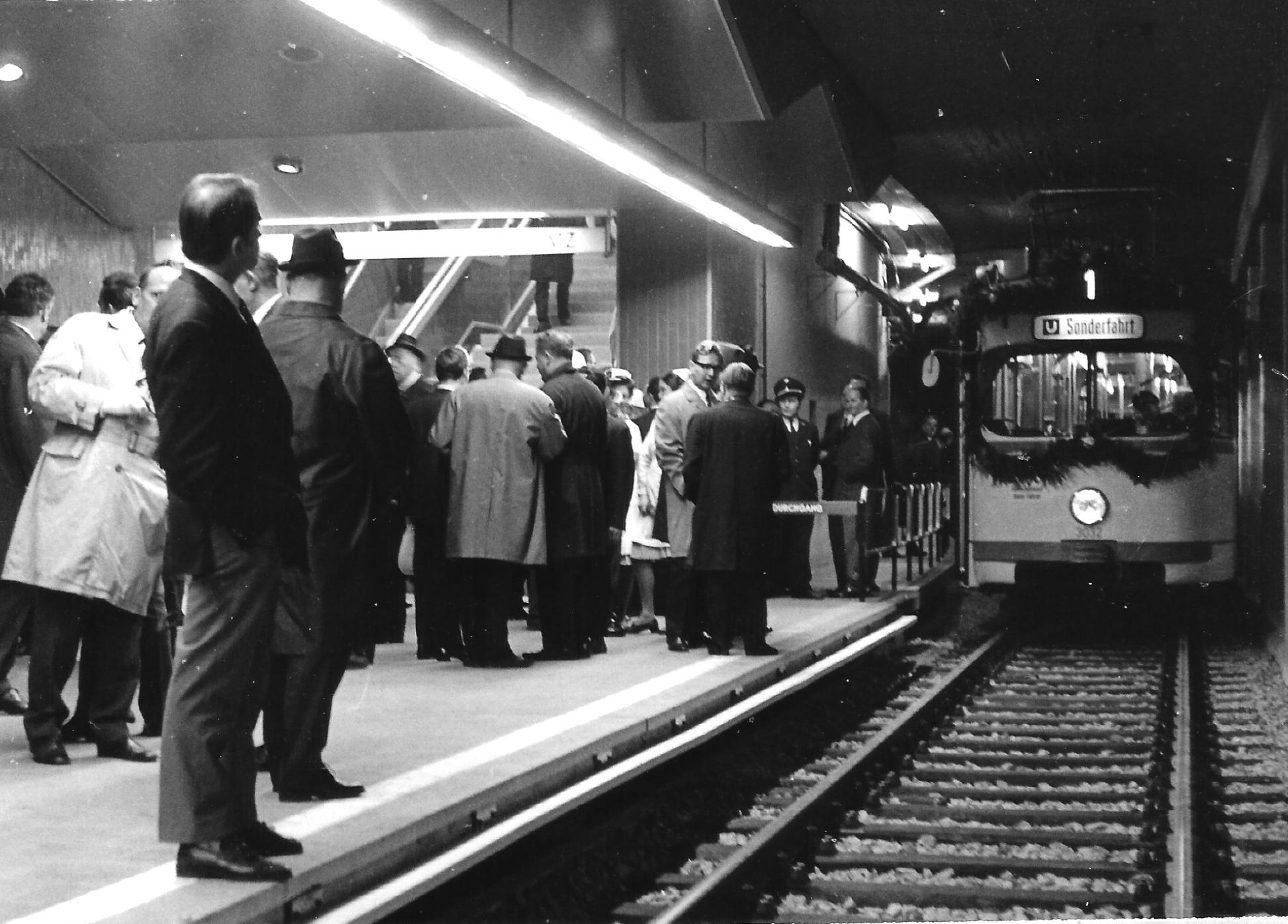
opening eerste tramtunnel in 1968

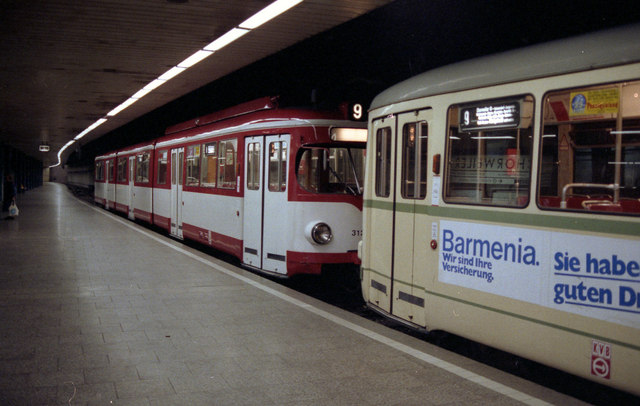
Trams in station Dom/Hbf

- 1968: opening eerste stadbahntunnel (Dom//Hbf-Friesenplatz). Ook in de tunnel werd toen uitsluitend met geleed trammaterieel gereden en waren er lage perrons.
- 1969: Lijn F werd als laatste voorstadslijn omgebouwd tot tramlijn 20.
- 1973: eerste "Stadtbahnwagen", een metro-achtig voertuig dat er speciaal voor geconcipieerd was om zowel als tram als ook als sneltram, metro en stoptrein te kunnen functioneren. Zowel gelijkvloerse instap was mogelijk als ook instap vanaf de straat met klaptreden. Geleidelijk werden de perrons zowel ondergronds als bovengronds (deels) verhoogd.

Vanaf dit moment begon het tramnetwerk van Keulen dus een "Stadtbahn" te worden.

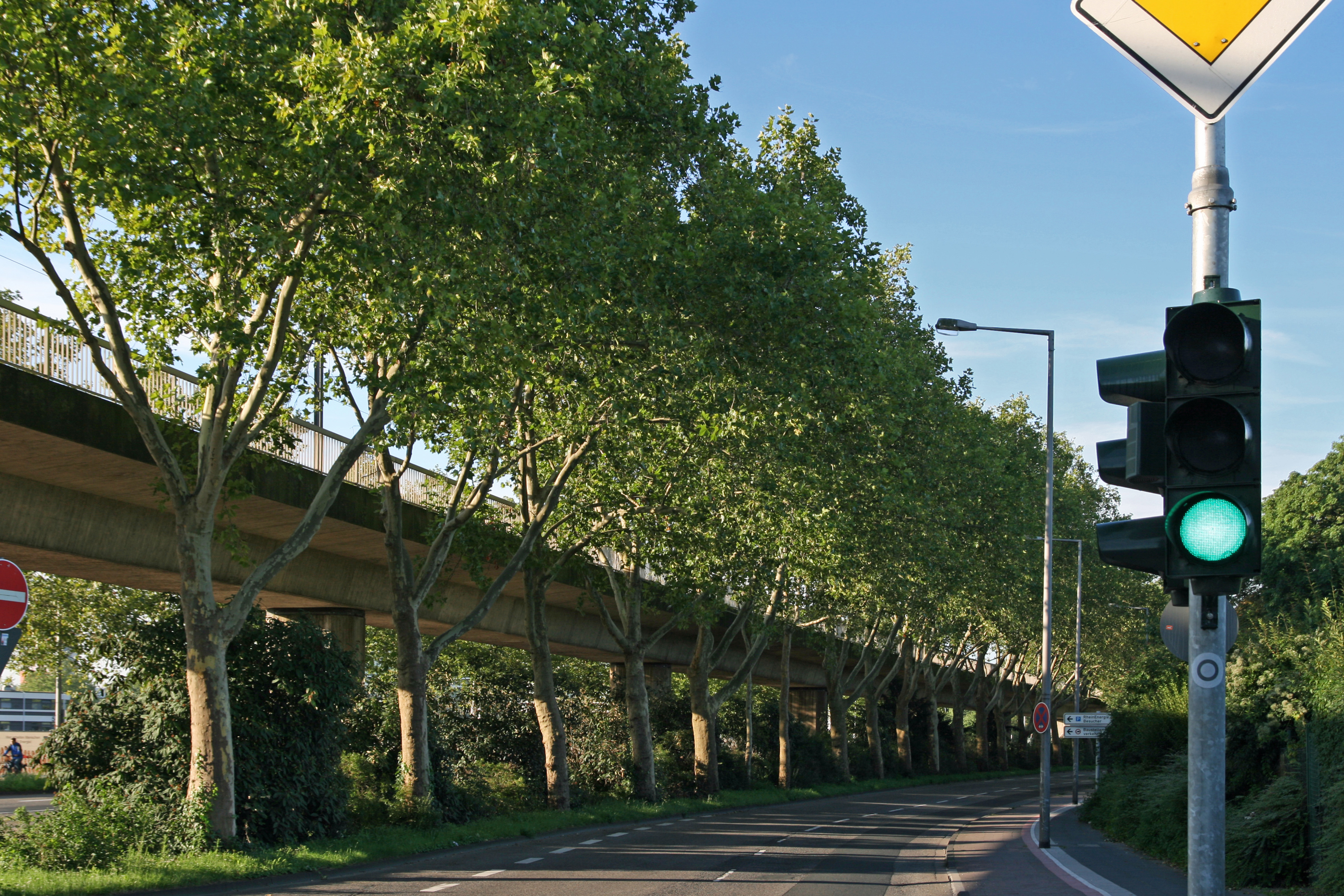
Verhoogd spoor voor de 'Gürtellijn'.

- 1974: eerste lijn (13) als verhoogde spoorlijn in combinatie met metrotrajecten.
- 1975: Verlenging lijn 9, die sinds 1971 in 2 fasen al was verlengd richting Chorweiler, naar het ondergrondse Station Köln-Chorweiler, een gezamenlijk station met S-bahn S11. In 1994 werd lijn 9 vervangen door lijn 18 en in 2003 lijn 18 weer door lijn 15.
- 1978: overname treintraject Rheinuferbahn tussen Keulen en de toenmalige Duitse hoofdstad Bonn via Wesseling en integratie in het stadsnet als lijn 16. Speciaal hiervoor waren de "Stadtbahnwagen" gemaakt.
- 1986: overname treintraject Vorgebirgsbahn tussen Keulen en Bonn via Brühl het eindpunt Barbarosszaplatz verviel door integratie in het stadsnet als lijn 18. Hiervoor werd de 2e generatie "Stadtbahnwagen" aangeschaft.
- 1989: eerste gelijkvloerse instap mogelijk na 16 jaar "Stadtbahnwagen" door bouw van hoge perrons op de Luxemburger Straße en op een nieuw metrotraject (Ehrenfeld). Hiervoor aanschaf 3e (en later 4e) generatie "Stadtbahnwagen".
- 1994: begin met lagevloertrams. Tot nu toe dacht men ooit het hele stadsgebied met hoge perrons te kunnen voorzien. Door de ontwikkeling van de lagevloertram besloot men het net te splitsen in hoge vloer en lage vloer. Deze scheiding heeft in Keulen echter niets met het verschil tussen tram en metro te maken. Beide systemen lopen in dit opzicht dwars door elkaar.
- 1997: opening van het trammuseum in Keulen-Thielenbruch, later eindpunt van de lijnen 3 en 18.
- 2000: opening ondergronds eindstation voor lijn 1 in Bensberg.
- 2002: Bijna 50 jaar na de opheffing van buitenlijn L werd in 2002 lijn 1 verlengd naar Weiden en in 2006 verder tot aan de stadsgrenzen naar het S-Bahn station.
- 2003: Het lijnennet wordt gereorganiseerd met vaste lijnbundels: In Ebertplatz gaan nu alle lijnen van Lohsestraße de binnenringlijn op en de lijnen van Reichenspergerplatz naar de Innenstadttunnel. Voorheen waren er meer lijnen met combinaties van trajecten en nu moet er meer overgestapt worden.
- 2006: laatste rit van een tramvoertuig na 129 jaar. Sindsdien ziet de Stadtbahn van Keulen ook uit als een "Stadtbahn", de metro ziet eruit als een metro. Tot de laatste dag reden ook op stadtbahn trajecten klassieke tramvoertuigen. Hiervoor aanschaf 5e generatie "Stadtbahnwagen" Flexity Swift.

Project Noord-Zuidlijn. Alleen de trajecten van Dom/Hbf naar Heumarkt (lijn 5) en van Severinstraße tot Schönhauserstraße (lijn 17) zijn in dienst

- 2009: bij de aanleg van de noord-zuid-metrolijn (plannen sinds 1912) werd door een ongeluk het Historisch archief van de stad Keulen compleet vernietigd.
- In 2012, dus tien jaar na bouwbegin en precies 100 jaar na de eerste plannen, wordt het eerste deelstuk van de noord-zuid-metrolijn geopend. Het gat van het Historisch archief van de stad Keulen is nog steeds een gigantische bouwput, door de Keulenaren spottend "Kölsche Ground Zero" genoemd. Daardoor beperkt zich het nieuwe traject enkel op de verbinding Dom/Hauptbahnhof - Rathaus, sinds 2014 verder tot de Heumarkt, vlak voor de plek van het ongeluk.
- Een maand na de opening diende de Dom van Keulen een officiële klacht in, omdat de trillingen van doorrijdende metro's in het nieuwe traject in de Dom te horen, te voelen en ook seismologisch te meten zijn. In het begin van de aanleg van de Keulse noord-zuid-metrolijn in 2004 moest de toren van de kerk St. Johan-Baptist al door ingewikkelde steunconstructies tegen instorten beschermd worden. Enige tijd later zakte de Rathaustoren met ca. 1 meter. Vandaar dat kritisch in de gaten wordt gehouden of de nieuwe metro schade aan de gotische Dom zou kunnen veroorzaken.
- Eind 2015 is ook het zuidelijke deel van de noord-zuid-metrolijn gedeeltelijk geopend met de nieuwe lijn 17. Alleen het gedeelte Heumarkt - Severinstraße, moet nog gebouwd worden rond de plaats van het ingestorte stadsarchief. Precies op de plek van het ongeluk bevindt zich ook de enige keerwissel, die dus nog niet gebruikt kan worden. Daarom moeten de treinen van lijn 17 zowel de rechter- als ook de linkertunnel als enkelspoor gebruiken, er wordt in dezelfde tunnel teruggereden. Dit geldt ook voor lijn 5, die de plaats van het ongeluk vanuit het noorden nadert tot Heumarkt.

## Materieel

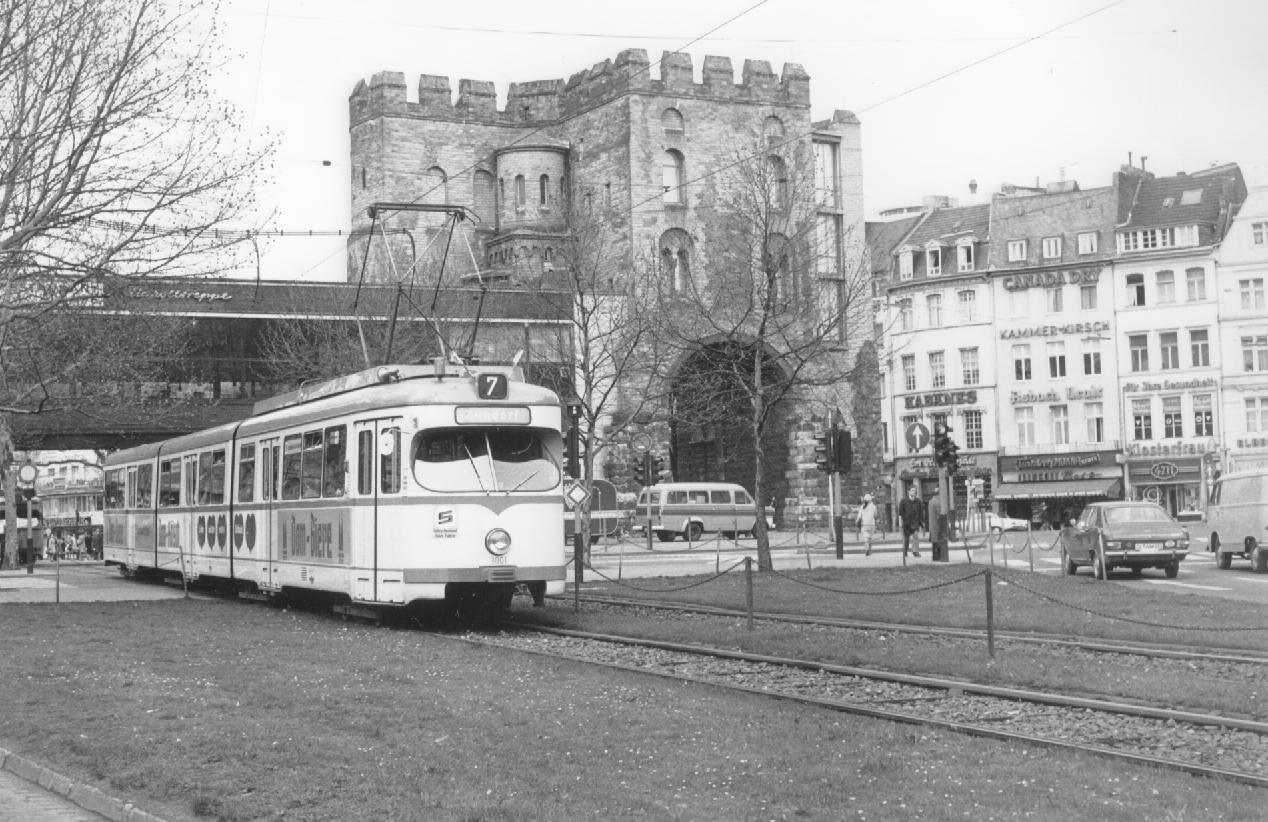
dubbelgelede wagen op lijn 7

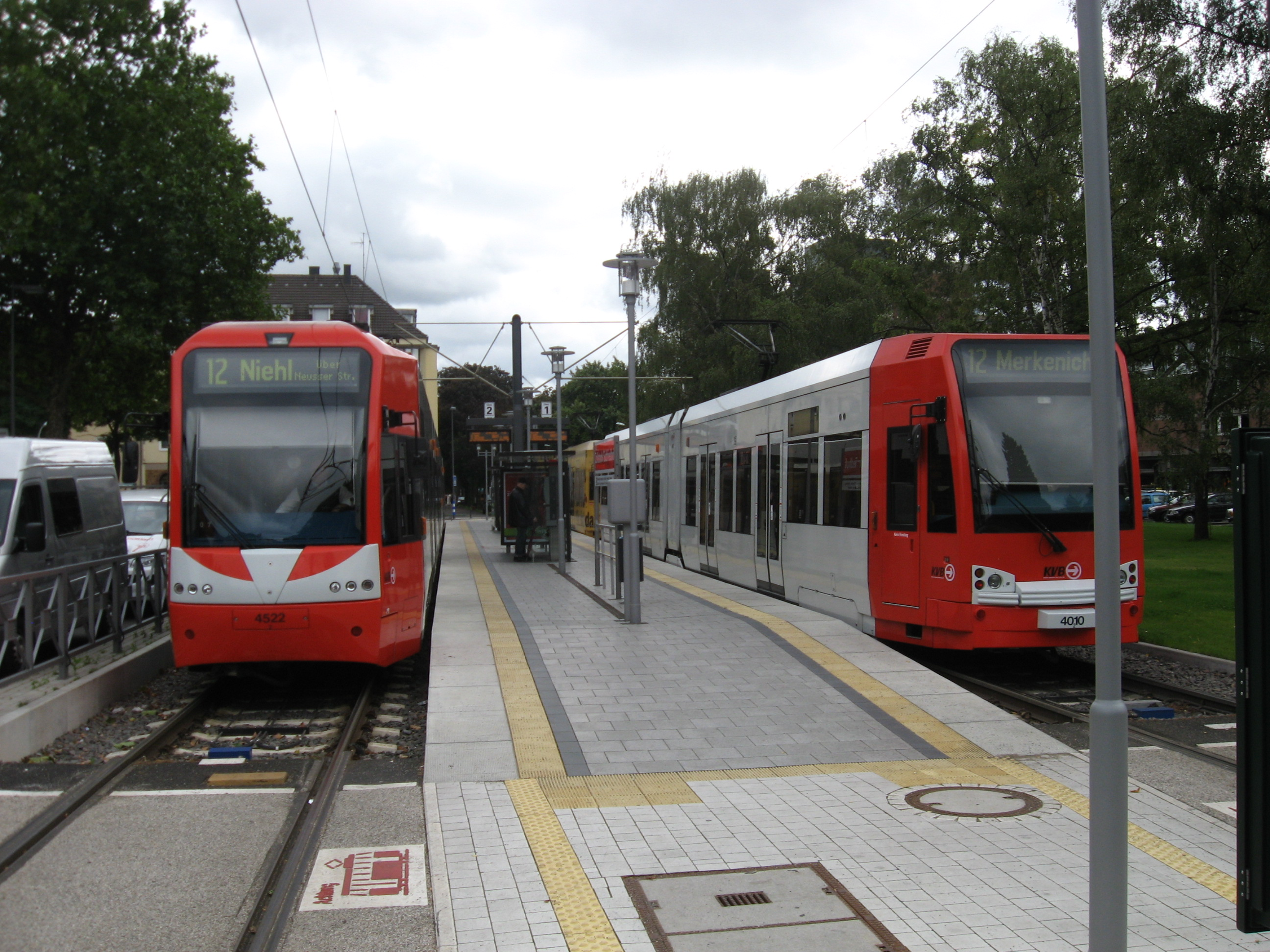
K4500 en K4000 op lijn 12.

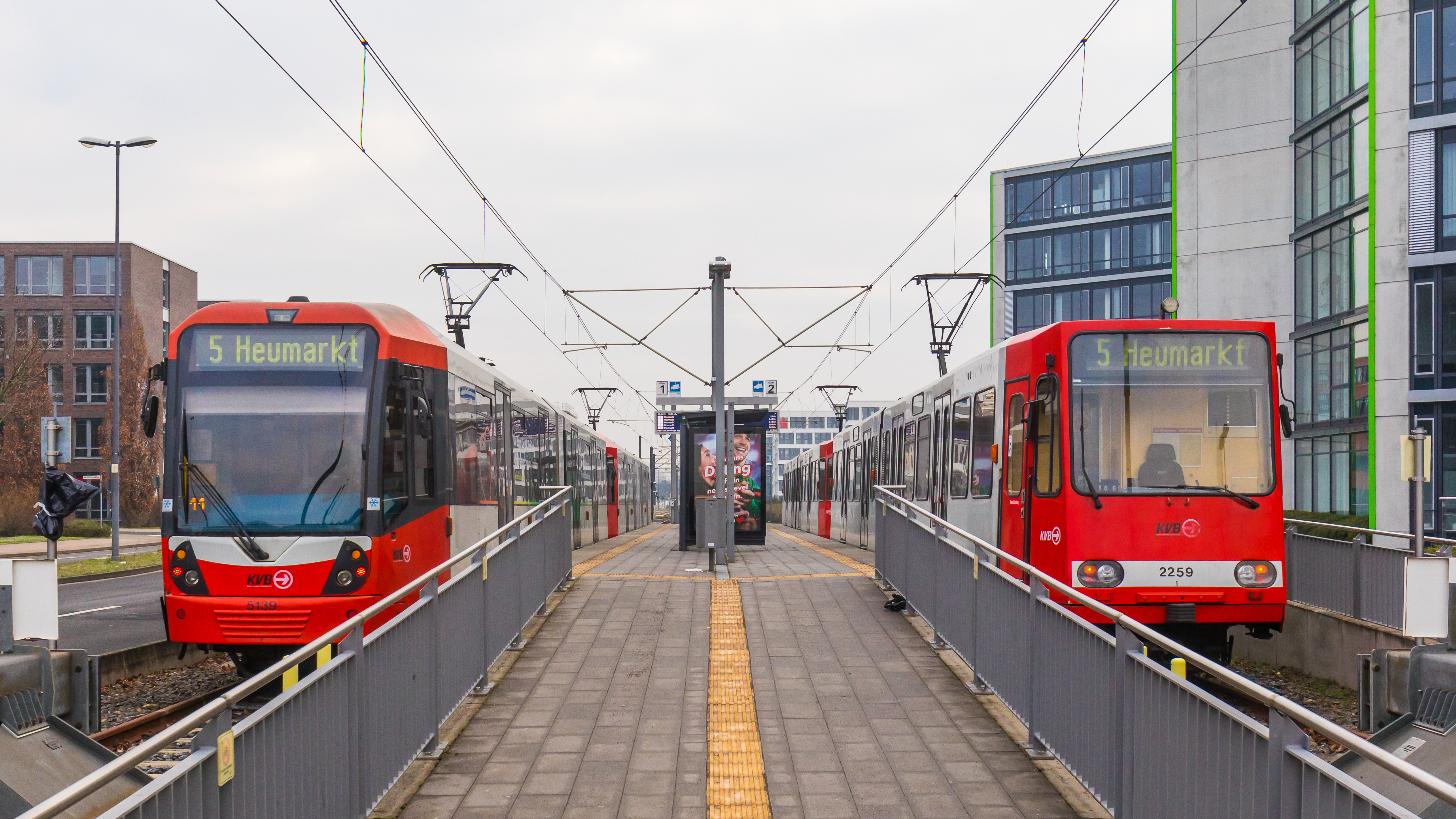
K5100 en Type B op lijn 5.

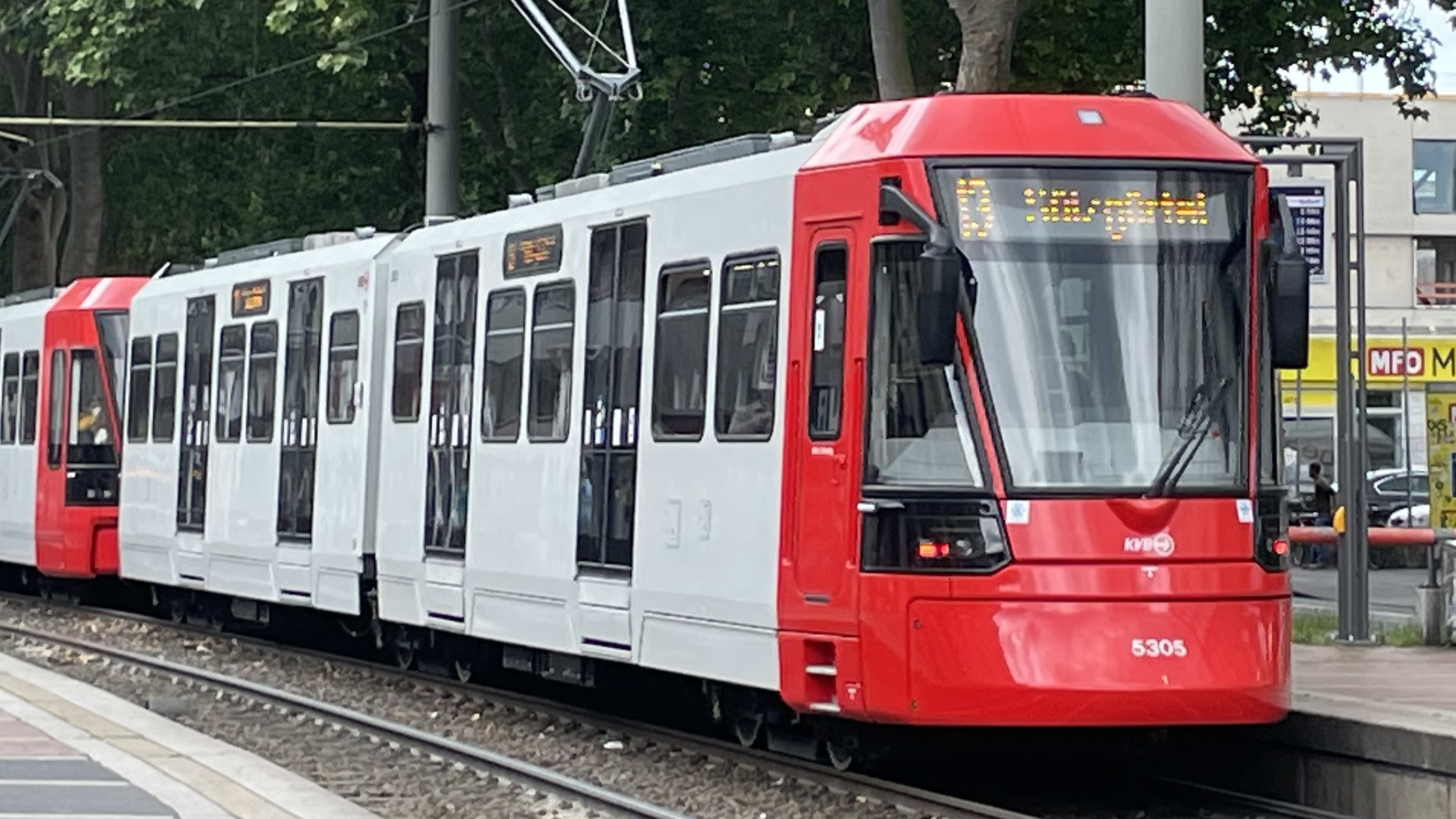
HF6 op lijn 13.

De rijtuigen van de Stadtbahn van Keulen zijn allemaal normaalspoor (1435 mm) voertuigen met een breedte van 2,65 m en een lengte van 28-32 m. Bijna alle lijnen rijden ook 's avonds in dubbel tractie. De elektrische voeding loopt geheel (dus ook in de metrosecties en op de treintrajecten) via een bovenleiding van 800V gelijkstroom.
In 1973 werden de eerste twee prototypes van de Stadtbahnwagen geleverd, die op maat gemaakt was voor de bestaande tunnel in Keulen. Na dat tot 1992 van dit soort rijtuig 172 stuks in vier verschillende generaties waren aangeschaft was de Stadtbahnwagen het meest geziene voertuig van de Kölner Verkehrs-Betriebe. De eerste generatie hiervan is  geheel buiten dienst gesteld en verkocht naar Istanboel. Er zijn bij het bedrijf nog vier stuks rijvaardig aanwezig. Deze vier werden samen met de tweede generatie tussen 2010 en 2016 opgeknapt met het doel om de rijtuigen nog langere tijd te kunnen gebruiken.
Sinds 1995 wordt meer en meer de Flexity Swift ingezet, die als lagevloerrijtuig ook speciaal voor Keulen ontwikkeld werd. Hiervan werd in 2002 een aantal als variatie met hoge vloer gekocht, deze losten in 2006 het oude klassieke trammaterieel af. Dit ging naar Konya, Turkije. Vervolgens werd tussen 2005 en 2007 hiervan een generatie lage vloervoertuigen aangeschaft, die een variatie zijn op de eerste generatie lage vloer Flexity Swift uit 1995. In de periode 2020-23 leverde Alstom/Bombardier 30 stuks van het type HF6, eveneens gebaseerd op de Flexity Swift.
Vanaf 2024 worden nieuwe lagevloertrams door LHB (onderdeel van Alstom) geleverd. Deze komen in twee lengtes: 60 m en 30 m. Voor een combinatie van twee trams zullen de perrons verlengd worden tot 90 m, alleereerst op lijn 1.
Verder zijn er nog oudere voertuigen als lesrijtuigen en voor de technische dienst en dergelijken in gebruik en ook rijden er incidenteel oudjes als museum trams. De laatsten staan normaal gesproken gedeponeerd en tentoongesteld in het trammuseum in Keulen-Thielenbruch.

### Overzicht

#### Huidig
- 1984-1985 B100S: 2101-2128 (na verbouwing vanaf 2010 2401-2428)
- 1987-1992 B80D:  2201-2240 (één bestuurderscabine)
- 1988-1989 B80D:  2251-2260 (één bestuurderscabine)
- 1995-1996 K2300: 2301-2333
- 1995-1998 K4000: 4001-4124 (lagevloer)
- 2004-2007 K4500: 4501-4569 (lagevloer)
- 2002-2003 K5000: 5101-5159
- 2010-2011 K5200: 5201-5215
- 2020-2024 HF6:   5301-5330

#### Voormalig
- 1956: Westwaggon: 300-379 (vierassers, reden in dubbeltractie, in 1957 vernummerd in 1351-1354, 1301-1350 en 1355-1380)
- 1961-1963 Düwag:  4601-4660 (bijwagens, reden aanvankelijk achter een enkelgelede wagen maar ook wel achter dubbelgelede wagens. Omdat bijwagens niet in de tramtunnels zouden worden toegelaten werden ze overbodig en daarom in 1968-1969 gebruikt bij de bouw van de dubbelgelede wagens 3001-3039 en 3101-3121 waarvan ze het achterdeel vormde).
- 1963-1965 Düwag:  3601-3629, 3651-3678 (enkelgeleed, 1968-1974 tot dubbelgeleed verbouwd en vernummerd in 3701-3729, 3751-3778)
- 1963-1971 Düwag:  3801-3832, 3851-3883, 3001-3039, 3101-3121, 3122-3139 (dubbelgeleed, achterdeel 3001-3039 en 3101-3121 ex bijwagen 4601-4660; 3122-3139 sinds 1983-1986 geschikt voor dubbeltractie op sommige lijnen)
- 1973-1978 B100S: 2001-2061 (eerste generatie Stadtbahn, nog aanwezig 2031, 2032, 2035 en 2049)

## Statistieken
| Jaar                                | 1883 | 1901 | 1914  | 1928  | 1939  | 1948  | 1960  | 1980  | 1999  | 2006  | 2013  |
| ----------------------------------- | ---- | ---- | ----- | ----- | ----- | ----- | ----- | ----- | ----- | ----- | ----- |
| Zelfstandige rijtuigen:             | –    | 110  | 510   | 611   | 569   | 280   | 374   | 306   | 348   | 380   | 382   |
| Aanhangers:                         | 106  | 339  | 594   | 752   | 607   | 301   | 254   | –     | –     | –     | –     |
| netwerklengte (km):                 | 35   | 55,9 | 134,3 | 156,0 | 174,4 | 148,3 | 130,0 | 157,5 | 190,3 | 192,2 | 194,8 |
| Prestatie: (mio. rijtuigkilometers) | 1,7  | 6,7  | 26,2  | 55,5  | 49,3  | 20,6  | 26,8  | 17,0  | 17,0  | 17,3  | 17,3  |
| aantal passagiers: (mio)            | ~7   | 31,0 | 124,9 | 202,8 | 172,2 | 147,1 | 131,3 | 129,2 | 172,5 | 184,9 | 209,8 |